# Pedrocortesella calmorum
Pedrocortesella calmorum är en kvalsterart som beskrevs av Hunt 1996. Pedrocortesella calmorum ingår i släktet Pedrocortesella och familjen Licnodamaeidae. Inga underarter finns listade i Catalogue of Life.